# Euzkadiella errata
Euzkadiella errata  (лат.) — вид мелких паразитических хальцидоидных наездников из семейства Encyrtidae, единственный в составе монотипического рода Euzkadiella. Европа: Испания и Франция. Длина самок 0,8—1,2 мм, самцов — 0,5— 0,7 мм. Усики короткие, у самцов с пильчатым жгутиком. Булава усиков 3-члениковая. 3-й видимый тергит золотисто-зелёный, остальные тергиты с синим блеском. Голова и грудь фиолетовые. Ноги с желтоватыми голенями и лапками, остальные части — тёмные. Мандибулы 2-зубые. Лапки 5-члениковые. Щитик груди блестящий. Изогнутая радиальная жилка передних крыльев длиннее маргинальной. Брюшко небольшое, короче груди. У этого вида сложная таксономическая история. Когда Р. Гарсия Мерсет (Mercet, 1922) обнаружил, что описанные им в 1921 году (Mercet, 1921) самка и самец 'Euzkadia  integralis' Mercet, 1921 (тогда монотипический род) принадлежат к разным видам, то он поместил самца в род Mira, и предложил таксон Euzkadiella для самки. При этом нарушил таксономические правила и свёл Euzkadia в синонимы к Mira, что привело к путанице. Позднее, часть систематиков (Сугоняев, 1960) считали Euzkadia синонимом Euzkadiella. В итоге, гименоптеролог З. Боучек (Boucek, 1977) переописал типовой вид под названием Euzkadiella errata (Boucek, 1977).